# Línea 5 Hospital Reina Sofía - Renfe - San Juan de Dios
La línea 5 de autobuses corresponde con el recorrido urbano de la ciudad de Córdoba (España), la empresa encargada de llevar a cabo el funcionamiento de esta línea es AUCORSA, una empresa municipal del ayuntamiento de Córdoba.La línea 5 corresponde a Hospital Reina Sofía - Renfe - Valdeolleros y cuenta con 50 paradas aproximadamente.
A continuación se pueden observar las líneas urbanas de la ciudad de Córdoba.

## Líneas urbanas
| Línea | Trayecto                                      |
| ----- | --------------------------------------------- |
| 1     | Tendillas - Fátima                            |
| 2     | Fátima - Tejares - Ciudad Sanitaria           |
| 3     | Albaida - Renfe - Fuensanta                   |
| 4     | Fidiana - Renfe - Miralbaida                  |
| 5     | Ciudad Sanitaria - Renfe - Valdeolleros       |
| 6     | Levante - Tejares - Polígono del Guadalquivir |
| 7     | Cañero - Ciudad Jardín - Zoco                 |
| 8     | Valdeolleros - Colón - Palmeras               |
| 9     | Sector Sur - Tejares - Figueroa               |
| 10    | Renfe - Brillante                             |
| 11    | Renfe - Sansueña                              |
| 12    | Naranjo - Capitulares - Sector Sur            |
| 13    | Colón - Urbanización El Patriarca             |
| 14    | Fidiana - Sector Sur - Ciudad Sanitaria       |

- Datos: Q30902763